# Tapír čabrakový

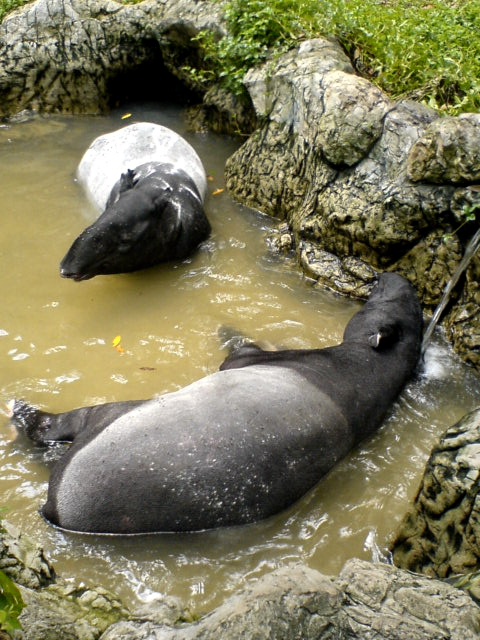
Tapír čabrakový

Tapír čabrakový (Tapirus indicus), někdy též tapír indický, je savec patřící do řádu lichokopytníků, čeledi tapírovitých. Na rozdíl od svých příbuzných, obývajících Latinskou Ameriku, žije v Jihovýchodní Asii.

## Popis
Dospělý jedinec dorůstá až 250 cm délky a 110 cm výšky a váží 200–300 kg. Samci jsou větší než samice. Jeho tělo chrání tlustá kůže, porostlá krátkou jemnou černou a bílou srstí. Zatímco trup tapíra je bílý, hlava, krk a končetiny černé. Tvarem těla, pohybem a způsobem života se vzdáleně podobá praseti, přestože s ním není geneticky příbuzný. Z jeho velké zužující se hlavy se zužujícími se čelistmi zploštělých zubů přizpůsobených ke žvýkání tvrdé rostlinné potravy a malými, téměř chobůtkovitými ústy, vystupují nosní kosti, vytvářející oporu pro měkké části nosu. Do stran orientované velké černé oči a kratší, zašpičatělé uši, schopné registrovat zvuky nezávisle na sobě, mu poskytují informace o případném nebezpečí v jeho okolí. Jejich ocas je velmi krátký a přitisknutý k tělu.
Na zadních nohou mají 3 prsty, z nichž největší je prostřední, na předních pak 4 prsty, na třetím, nejvyvinutějším z nichž je nejlépe patrné kopýtko.
Na rozdíl od tapíra jihoamerického má tapír čabrakový protáhlejší čenich, na průřezu je tvarovaný podobně jako sloní chobot.

## Výskyt, biotop
Jeho typickým a původním prostředím jsou subtropické a tropické pralesy, přizpůsobil se ale i na savany porostlé řídkou vyšší vegetací. Téměř vždy se ale vyskytuje v dosahu vody, v níž se velmi rádi válejí a dokáží v případě nutnosti výborně plavat. Ve svém teritoriu mají tapíři vyšlapané cesty, po nichž jsou za potravou schopni putovat až do svahů hor. V ohrožení se snaží rychle zmizet. Jejich hlavními predátory jsou velké kočky. Tapír čabrakový se vyskytuje v Myanmaru, Kambodži, Laosu, Vietnamu, Malajsii, Thajsku a na střední a jižní části Sumatry.

## Způsob života
Tapír žije v menších stádech, je častější narazit na samotáře.

### Potrava
Tapír čabrakový je býložravec s noční aktivitou. Přes den hledá stín pod porostem keřů a menších stromů, za potravou vyráží až navečer. Živí se rostlinnou potravou, skládající se z listí většinou zemědělských plodin a bylinných výhonků.

### Rozmnožování
Po oplodnění jsou samice tapíra 390 až 400 dnů březí. V jednom vrhu přivedou na svět jedno, výjimečně dvě mláďata. Ta jsou od narození černobíle či hnědobíle pruhovaná a tečkovaná a velice hravá. Jejich jídelníček, zpočátku tvořený mateřským mlékem, postupně přechází na jejich přirozenou bylinnou stravu. V době jejich největší zranitelnosti ztrácí jejich matka bázlivost a je schopná je ochránit i před většími šelmami. Od matek jsou odstavena v 6–8 měsících.

## Objevení
Zatímco americké tapíry objevili evropští cestovatelé již v 16. století, musel si tapír čabrakový na objevení počkat do 19. století. Číňané a Malajci ho však znali daleko dříve, již před naším letopočtem. Ve staré čínské literatuře je nazýván me. Evropská věda však těmto zprávám nevěnovala pozornost. Vědci 18. a počátku 19. století, např. Georges Cuvier, měli tapíry natolik spojené s Jižní Amerikou, že možnost existence asijských tapírů přímo popírali. Roku 1817 britský přírodovědec a guvernér Singapuru sir Thomas Stamford Raffles na Sumatře získal tapíří kůži. Jeho spolupracovníci Pierre-Médard Diard a Alfred Duvaucel ji však spolu s dalšími odcizenými přírodninami poslali lodí do Francie. Tam pak zoolog Anselme Gaëtan Desmarest tapíra čabrakového popsal. Raffles zatím krádež odhalil a podnikavé Francouze nechal deportovat, ale prvenství ve vědeckém popisu tapíra čabrakového již nezískal.

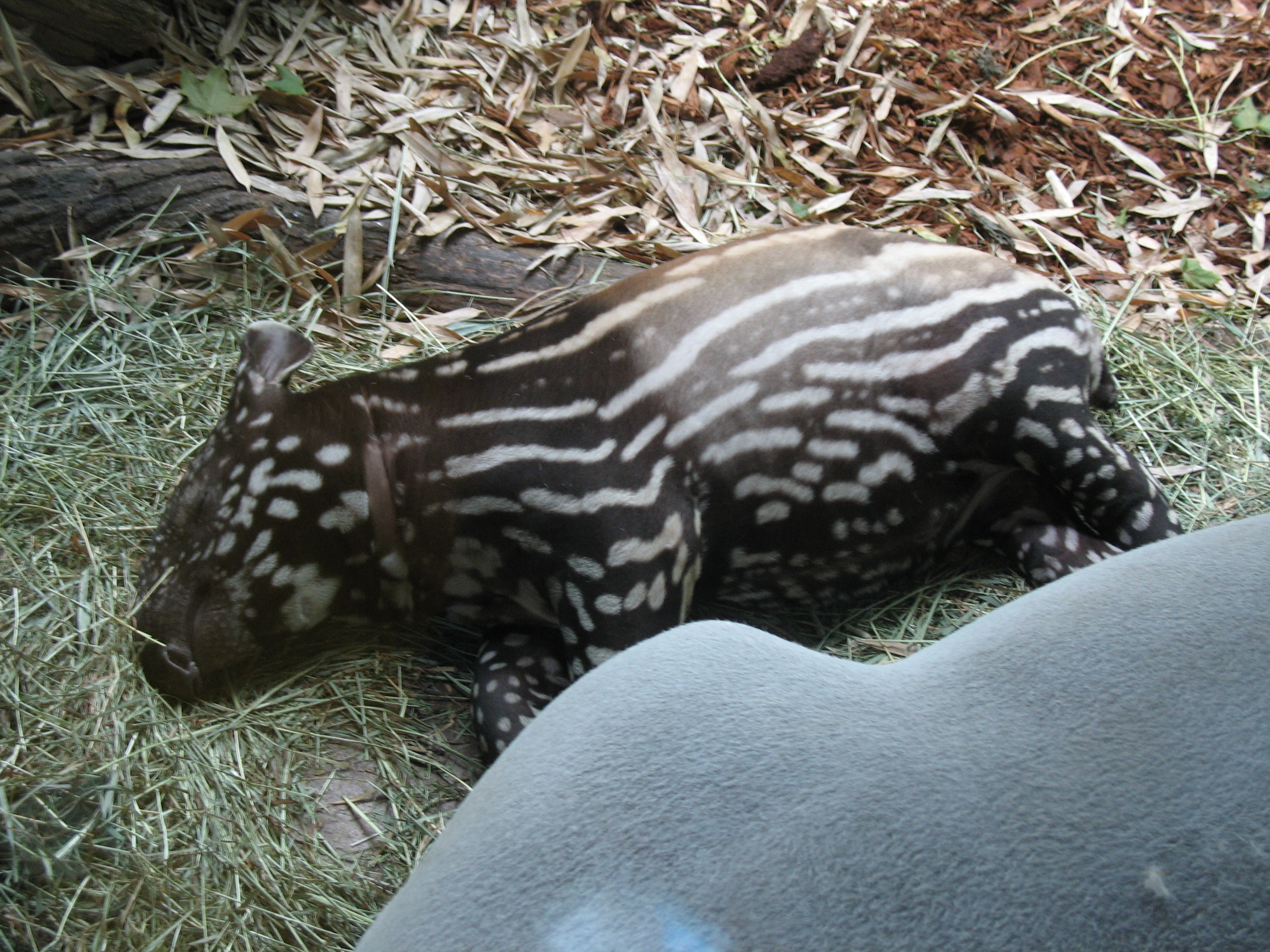
Mládě tapíra čabrakového

## Chov v zoo
V evropských zoologických zahradách lze spatřit tohoto tapíra málokdy, jen ve 24 zařízeních. Jeho počty dosahují kolem 51 jedinců (29 samců a 21 samic v roce 2016).
V Česku v současné době (březen 2018) tapíra čabrakového chová Zoo Praha (aktuální chov od 2010, odchov 2015), Zoo Zlín (dříve 1978–1984, první odchov 1981; aktuální chov od srpna 2013, odchov 2016) a také Zoo Ústí nad Labem (od května roku 2016).
V Česku byl dříve k vidění např. v Zoo Liberec(chován v letech 1970–1976), ZOO Dvůr Králové (1972–1980) a v Zoo Ostrava (1974–1992). V Ostravě došlo k odchovu.

### Chov v Zoo Praha
Historicky první tapír čabrakový přišel do pražské zoo v roce 1967 ze zoo v bavorském Norimberku. Byla jím samice Isolda, běžně nazývaná taky jako Šosina. V roce 1973 přicestoval ze Stuttgartu samec Béďa. Roku 1976 se narodilo mládě, které ale ještě téhož dne uhynulo. Chov byl přerušen v roce 1994 úhynem samce Bédi. V moderní historii Zoo Praha jsou tapíři čabrakoví chováni od roku 2010, kdy přišel sourozenecký pár samice Indah a samec Vasan ze skotské Zoo Edinburgh. V dubnu 2011 dosavadního samce vystřídal nepříbuzný Niko z Norimberka (narozen 1996 v Tierparku Berlin), čímž mohly začít snahy o rozmnožení druhu. Úspěch se dostavil 15. 10. 2015, kdy se narodilo první mládě, které se podařilo odchovat. Samec dostal jméno Budak Puntja, jednoduše zkráceně zvaný Punťa. V březnu 2018 odcestoval do Zoo Taipei na Tchaj-wanu, kde dostal jméno Moke.
V neděli 19. 4. 2020, v době uzavření zoo z důvodu epidemie koronaviru, se narodilo historicky druhé mládě tapíra čabrakového v historii Zoo Praha. Jde opět o samce. Po narození tohoto mláděte kurátor Pavel Brandl uvedl, že ročně se v evropských zoo narodí jen asi čtyři mláďata. Těsně před opětovným otevřením zoo dne 27. 4. 2020 byl mladý sameček pokřtěn jako Morse, a to v upomínku toho, že právě na tento den připadá jak Den Morseovy abecedy, tak Světový den tapírů.
Původně žila první samice Isolda v místech, kde se dnes v horní části zoo nachází pavilon hrochů. Po vybudování pavilonu velkých savců ve spodní části areálu se přestěhovala a veškerá zvířata tohoto druhu se již nacházela tam. Současná expozice je umístěna v expozičním celku Vodní svět a opičí ostrovy u jižního vstupu.

## Galerie

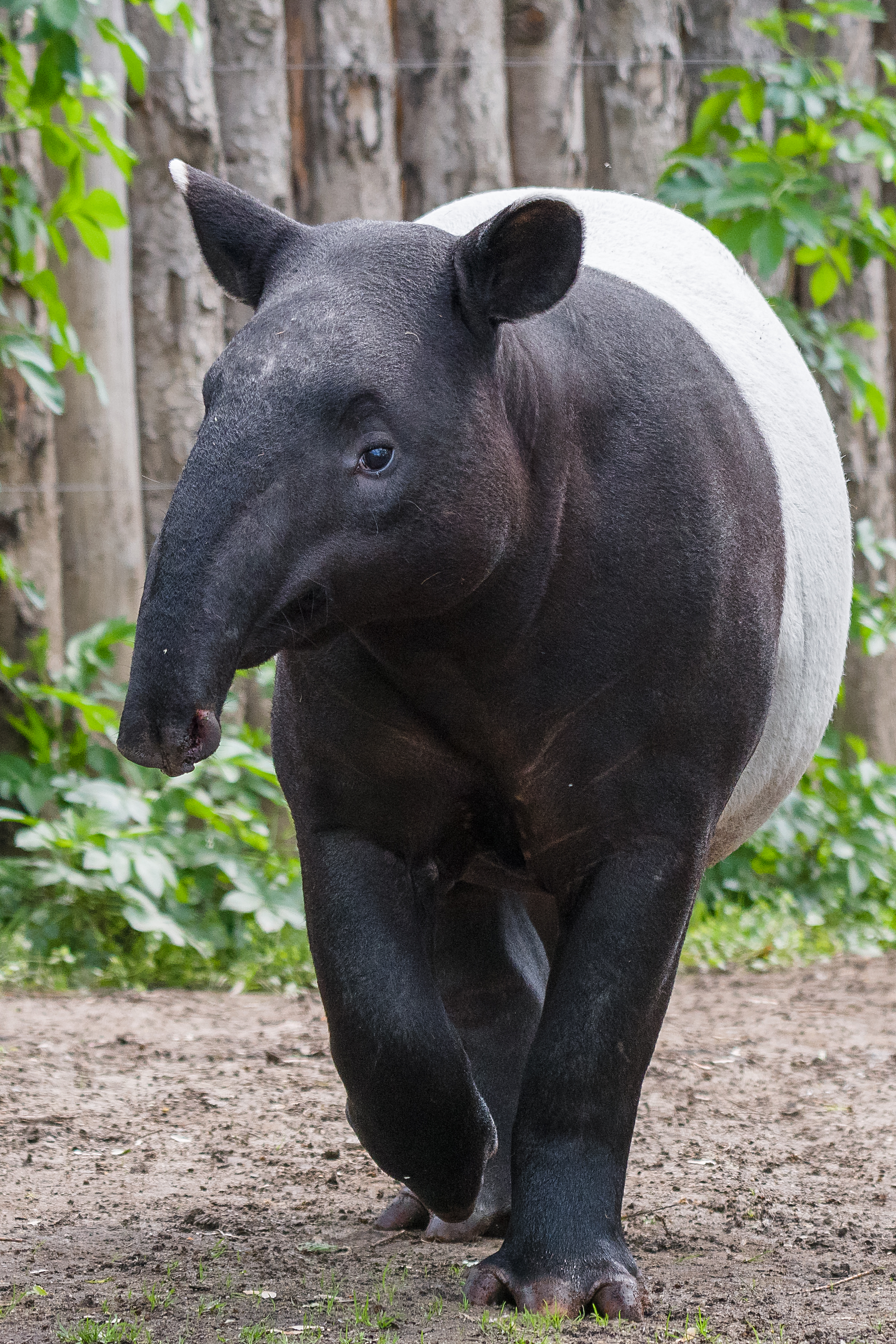
Tapír čabrakový v Zoo Praha
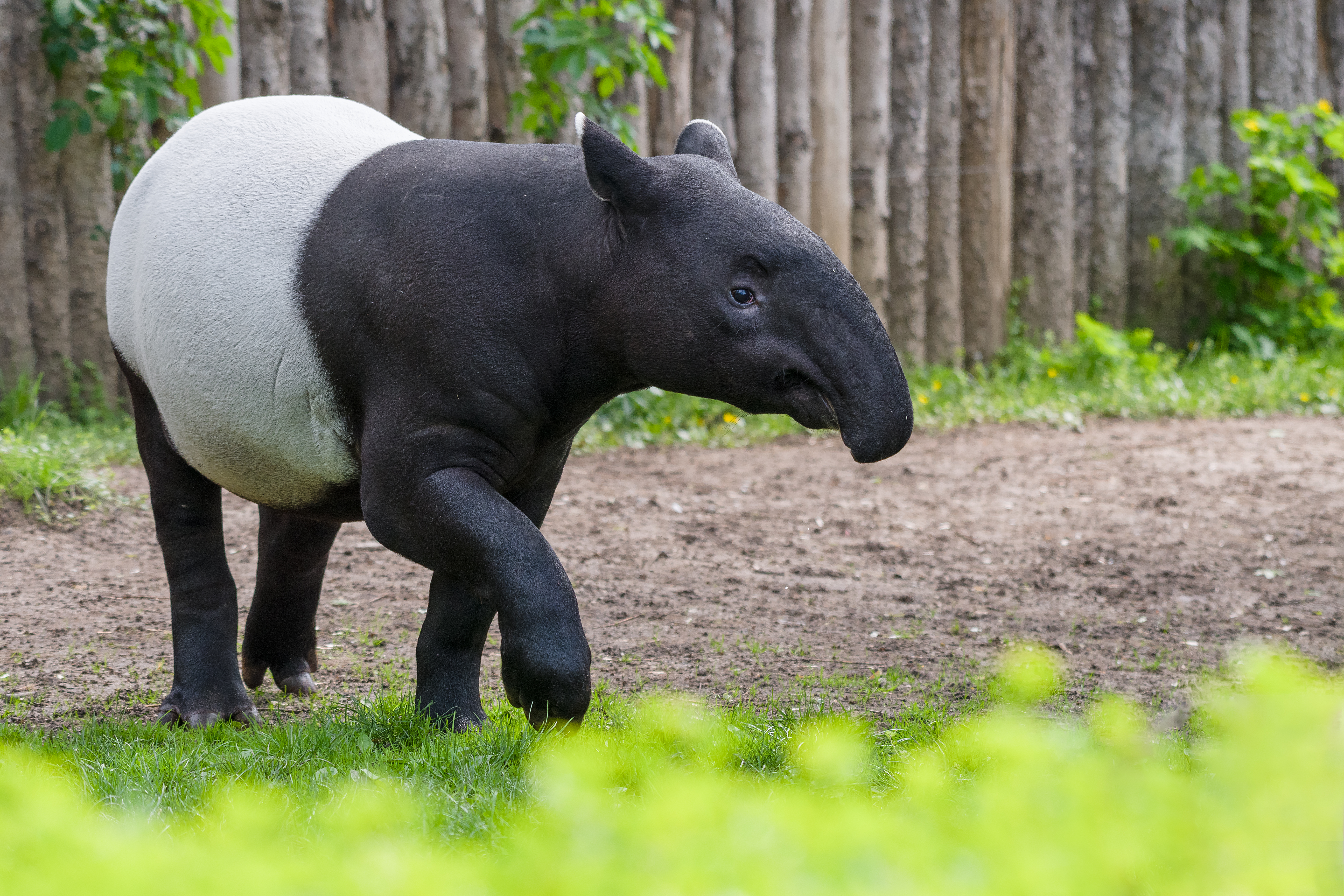
Tapír čabrakový v Zoo Praha